# Fualefeke
Fualefeke hay Fualifeke là một hòn đảo nhỏ của đảo san hô Funafuti, Tuvalu.

## Địa lý
Fualefeke cùng với đảo Paava là hai hòn đảo cực bắc của đảo san hô. Chúng nằm giữa đảo Mulitefala ở phía đông và đèo chính Te Lape (Te Ava i Te Lape) ở phía tây.